# Joe Dudgeon
Joe Dudgeon (Leeds, 26 novembre 1990) è un ex calciatore inglese naturalizzato nordirlandese, di ruolo difensore.